# 펠릿 연료
펠릿 연료(Pellet fuel)는 유기물질을 펠릿 모양으로 압축해 만든 바이오 연료다. 펠릿은 산업 폐기물과 연산물(co-product), 음식폐기물(en:Food waste), 에너지 작물(en:Energy crop), 작물 잔해(en:Crop residue), 생목재 중 아무것이나 활용해서 만들 수 있다. 나무펠릿(Wood pellet)은 펠릿 연료의 제일 흔한 형태이며 일반적으로 통나무 , 목재 제품과 가구 생산, 건설 과정에서 만들어진 압축된 톱밥과 그와 유사한 산업 폐기물로 만든다. 다른 산업 폐기물에는 빈 과일 다발, 야자씨 껍질, 코코넛 껍질, 벌목 과정에서 버려진 나무의 이파리와 가지 등이 있다. "검은 펠릿black pellets"이라고 부르는 펠릿은 생물질을 단단한 석탄과 비슷하게 정제하여 만든 것으로, 기존의 석탄 발전소에서 사용하도록 개발되었다. 펠릿은 그 발열량(en:Heat of combustion), 습기, 나뭇재(en:Wood ash)의 성분, 크기에 따라 분류된다. 펠릿은 에너지 생산, 상업용&가정용 난방, 요리용 연료로 쓰일 수 있다. 펠릿은 밀도가 굉장히 높으며 수분을 10% 미만으로 적게 함유하도록 생산할 수 있어서 높은 효율(en:Efficiency)로 연소될 수 있다. 게다가 균일한 형태와 작은 크기 덕택에 아주 정밀한 자동 연료 투여가 가능하다. 펠릿은 나사송곳(en:auger)식, 공압식(en:Pneumatic) 급여를 통해 화로에 투여할 수 있다. 밀도가 높기 때문에 빽빽하게 저장하고 먼 거리를 운송할 수 있다. 펠릿은 수송차량에서 소비자의 저장고로 간편하게 옮길 수 있다.

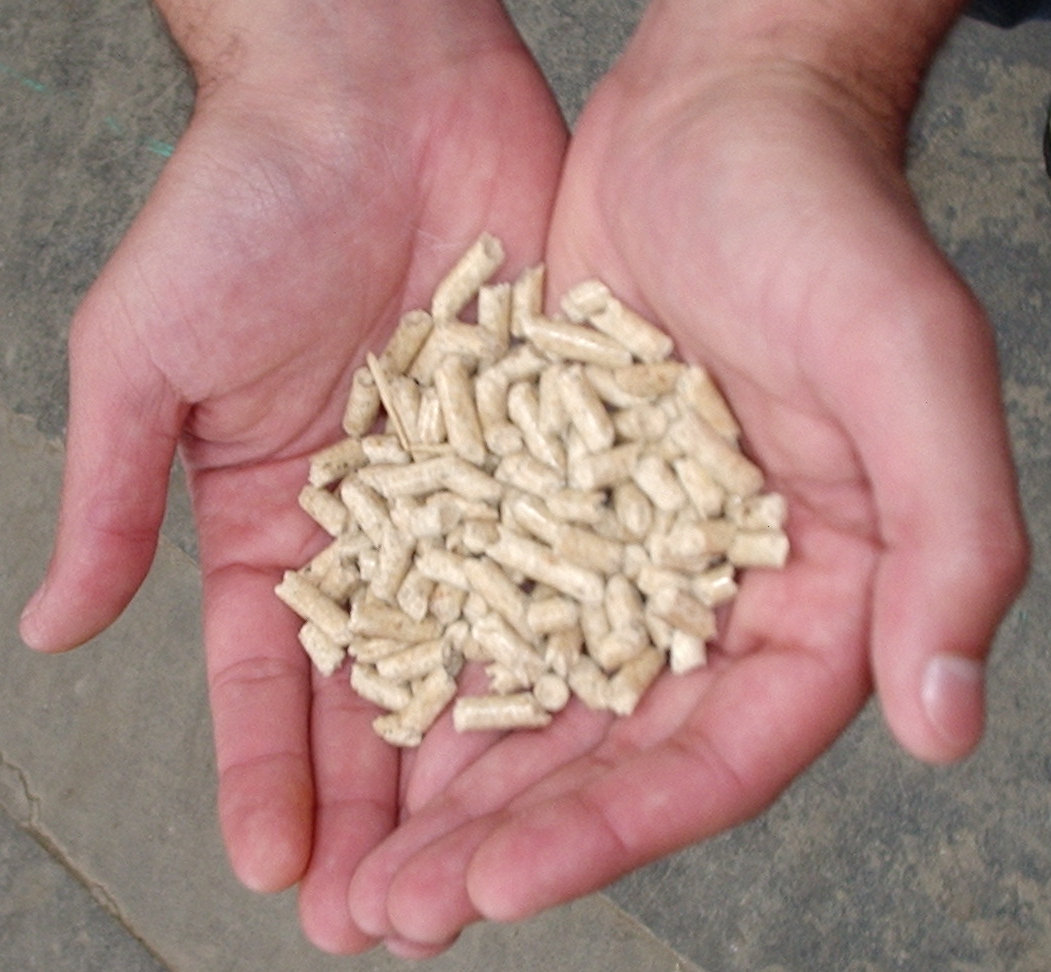
나무 펠릿

1980년대 중반부터 다양한 펠릿 난로, 중앙 난방로 등의 난방 장치들이 개발되고 판매되어왔다. 1997년에는 오스트리아에서 석유, 가스 보일러와 비슷한 수준의 완전 자동 나무 펠릿 보일러가 상용화되었다. 2005년부터 화석연료의 가격이 치솟으면서, 유럽과 북미에서 펠릿 난방의 수요가 증가해왔고, 대규모 산업이 등장했다. 국제 에너지 기구 업무 40(en:Task 40)에 따르면, 2010년에는 1,400만 톤 이상의 나무 펠릿을 생산하면서 2006년 생산량의 두 배를 찍었다. Biomass Energy Resource Center는 2012년의 보고서에서 나무 펠릿 생산량이 2015년까지 다시 두 배 이상 증가할 것이라고 말했다.

## 생산

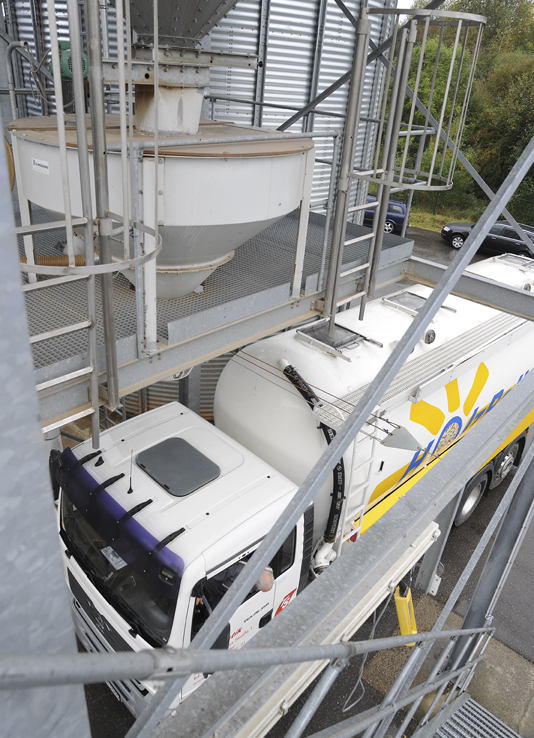
독일의 펠릿 공장에서 펠릿을 채우는 펠릿 트럭

펠릿 생산은 충격분쇄기(en:hammer mil)로 목질 재료를 압축하여 균일한 반죽 형태의 물질을 만들어내는 것으로 시작한다. 반죽을 프레스기(en:Machine press)에 넣으면, (지름이 보통 6mm, 때로는 8mm 이상이 되는) 구멍이 송송 뚫린 주형을 통해 짜낸다. 목질의 온도는 프레스기(en:Pellet press)가 가하는 높은 압력으로 크게 상승하며, 리그닌은 약간 가소성을 띄게 되어(plasticized) 점착성을 띄게 되므로, 펠릿은 식은 후에도 그 형태를 유지한다.
펠릿은 리그닌을 함유하지 않는 풀이나 다른 비목질 바이오매스로도 만들 수 있다: 펠릿을 필요한만큼 단단하게 만들기 위해 건조술지게미를 첨가할 수 있다. 2005년엔 코넬 대학교 뉴스에서 유럽의 풀 펠릿 생산능력이 북미보다 진보했다는 소식을 전했다. 코넬 대학교는 풀을 원료로 사용할 때의 장점으로 70일 안에 완전히 자라는 빠른 성장, 경작과 가공의 용이함을 들었다. 학교의 농업 교수인 Jerry Cherney는 이 이야기를 인용하면서 풀이 나무가 내는 열량의 96%를 생산하며 "어떤 풀의 혼합물이라도 쓸 수 있고, 여름 중후반에 풀을 베어서 무기질이 배출될 때까지 방치한 다음 뭉쳐 펠릿으로 만든다. 펠릿을 만들기 위해 짚을 건조시킬 필요는 없으며, 덕분에 나무 펠릿보다 생산 비용이 적게 든다."고 말했다. 노바스코샤주의 농무부는 2012년에 연구 시설의 기름 보일러를 풀 펠릿 보일러로 전환하는 프로젝트 설명회를 진행했다. 특히 코끼리풀같이 척박한 곳에서도 빠르게 자라나는 풀을 펠릿으로 만들기도 한다.
쌀겨 펠릿은 현장에서 벼를 정제하고 남은 것을 압축하여 만든다. 나무 펠릿과 특성이 비슷하며, 원재료가 쓰레기이기 때문에 좀 더 환경친화적이다. 에너지 함량은 대략 4-4.2 kcal/kg이며 수분 햠량은 대개 10% 미만이다. 펠릿의 규격은 일반적으로 지름 6mm, 길이 25mm 정도의 원통형이다; 더 큰 원통형 펠릿은 일반적으로 쓰이지 않는다. 쌀겨 펠릿은 비슷한 에너지를 담은 펠릿보다 훨씬 싸며, 농장의 쌀겨를 그 자리에서 값싼 기계로 압축하여 생산할 수 있다. 쌀겨 펠릿은 나무 펠릿에 비해 환경친화적이다. 밀을 주로 재배하는 지역에서는 밀겨로 펠릿을 만들 수 있는데, 그 특성은 쌀겨 펠릿과 비슷하다.
CORRIM(en:Consortium On Research on Renewable Industrial Material)의 나무 펠릿의 생산과 활용의 전과정에 관한 보고서는 건조, 펠릿화, 펠릿 운송에 필요한 에너지는 미리 건조된 산업 목재 폐기물을 사용한다면 펠릿에 함유된 에너지의 11%도 되지 않는다고 평가했다. 숲에서 난 재료를 바로 활용할 경우, 나무를 말리는 데 펠릿에 함유된 양의 18%의 에너지가, 에너지를 운송하고 생산하는 데 8%의 에너지가 추가로 들어간다. 화학광물공학부(Department of Chemical and Mineral Engineering), 이탈리아의 볼로냐 대학교, 브리티시컬럼비아 대학교의 청정에너지연구센터(Clean Energy Research Centre)가 써내 2009년에 출간된, 수출된 나무 펠릿에 대한 환경 영향 평가는 캐나다의 나무 펠릿을 밴쿠버에서 스톡홀름까지 (파나마 운하를 경유하여 1,500km) 운송하는 데 쓰이는 에너지의 양은 나무 펠릿의 총 에너지 함량보다 14% 많다고 결론짓는다.

### 펠릿 기준
유럽에서 일반적으로 쓰이는 기준(DIN 51731 or Ö-Norm M-7135)을 만족시키는 펠릿은 수분 함량이 10% 미만이고, 밀도가 균일하며(입방미터 당 1톤 이상이며, 그러므로 물에 가라앉는다)(부피밀도 입방미터당 대략 0.6~0.7톤), 구조적 강도가 훌륭하고, 먼지와 재 함량이 낮다. 목질 섬유가 해머밀(en:Hammer mill)로 부숴지기 때문에, 목질 재료의 종류에 따라 가공된 펠릿의 특성이 차이나지는 않는다. 거의 모든 종류의 나무로 펠릿을 만들 수 있으며, 공급되는 재료들의 차이는 프레스기 속에서 흐릿해진다. 유럽의 주요 생산 지역은 스칸디나비아 남부, 핀란드, 중앙 유럽, 오스트리아, 발트 국가에 위치해있다.
유럽의 표준을 따르는, 재생 목재나 외부의 오염물질을 함유한 펠릿은 Class B 펠릿으로 분류된다. 합판, 가공되거나 페인트칠된 목재, 멜라민 수지(en:Melamin resin)로 코팅된 목판 등등의 재활용된 재질은 펠릿의 재료로 적합하지 않은데, 유해한 가스를 분출하고 펠릿의 연소 특성에 통제되지 않는 변화를 줄 수 있기 때문이다.
펠릿 연료 기구(en:Pellet Fuels Institute)가 정한 미국의 기준은 이와 다르며, 강제성이 없다. 그렇지만 수많은 생산업체가 이를 따르고 있는데, 미국에서 생산하거나 수입한 연소 장비가 품질이 보증된 것이라 해도 규제를 따르지 않는 펠릿을 사용하면 손상될 수 있기 때문이다.  미국 펠릿의 가격은 2007-08년의 화석연료 가격의 인플레이션 기간 동안 치솟았지만, 이후 급격하게 낮아졌으며 석탄을 제외한 대부분의 화석연료보다 대개 BTU(en:British thermal unit)당 가격이 낮다.
유럽과 미국의 규정당국은 펠릿과 펠릿 난로를 포함한 모든 종류의 목질 연소에 대한 배출 규정을 더 엄격하게 개정하는 중에 있다. 이러한 기준들은 강제성을 띄게 될 것이며, 준수 여부를 확인하기 위해 개별적으로 인증시험을 진행할 것이다. 2009년에 미국에서 시작된 새로운 규정은 EPA의 규정 검토 과정을 완료하였고, 2014년 6월 24일에 마지막 새로운 규정이 논의를 위해 발행되었다. 미국목재표준위원회(American Lumber Standard Committee)는 새로운 펠릿 기준에 대한 독립 인증 기관이 될 것이다.

## 위험성
나무 펠릿은 특히 신선할수록 화학적 활성도가 높으며, 생명을 유지하는 데 필요한 산소를 대기 중에서 고갈시킬 수 있다.  나무 펠릿은 많은 양의 유독한 일산화탄소를 방출할수도 있다. 개인 창고와 수송 선박에서 치명적인 사고가 발생할 수 있다. 나무 펠릿을 다룰 때 고운 먼지를 방출하여 위험한 분진폭발을 야기할 수 있다.

## 펠릿 난로 운용
펠릿 연소 장비에는 독립형 펠릿 난로, 삽입형 펠릿 난로(en:Pellet stove), 펠릿 보일러(en:Pellet boiler)의 세 가지의 일반적인 종류가 있다. 펠릿 난로는 "전통적인 나무 난로(en:Wood stove)처럼 보이지만 좀 더 현대적인 노처럼 작동한다. [연료, 나무 등등의 생물질 펠릿은 호퍼라 불리는 저장용기에 저장된다. 호퍼는 보일러의 윗부분, 옆부분, 근방에 설치할 수 있다.]  mechanical auger는 펠릿을 연소통으로 [자동 급여]할 수 있는데, 연소통에서 굉장히 높은 온도로 소각하기 때문에 환기구를 막는 크레오소트(en:creosote)가 쌓이지 않고 재, 기체 따위의 부산물을 거의 만들지 않는다... “열교환관”: 방(room)으로 공기를 보낸다... “대류송풍기”: 공기를 열교환관을 통해 방으로 순환시킨다... 펠릿 난로와... 나무 난로의 제일 큰 차이점은, 펠릿 난로는 회로기판, 항온기, 송풍기를 탑재한 하이테크 장비라는 것이다... 이 모든 것들은 [온도를 조절하고] 특정 구역을 난방하기 위해 함께 작동한다.
펠릿 삽입난로는 기존의 석재, 목재 벽난로에 삽입하는 난로다. 벽난로 삽입기구(en:Fireplace insert)를 참고하자.
펠릿 보일러는 종래의 가정, 상업, 산업용 화석 연료 체계를 대체하기 위해 설계된 독립적인 중앙 난방, 온수 체계다. 자동 펠릿 보일러는 펠릿 저장고, 저장고에서 호퍼로 연료를 옮기는 연료 공급 체계, 다수의 발열 구역의 온도를 제어하는 논리 제어 장치, 장기간 자동 운용을 위한 자동 재 제거 체계 등으로 구성되어 있다.
펠릿 바구니(en:Pellet basket)를 활용해 난로나 벽난로에서 펠릿으로 주택 난방을 할 수 있다.

## 에너지 생산 및 효율

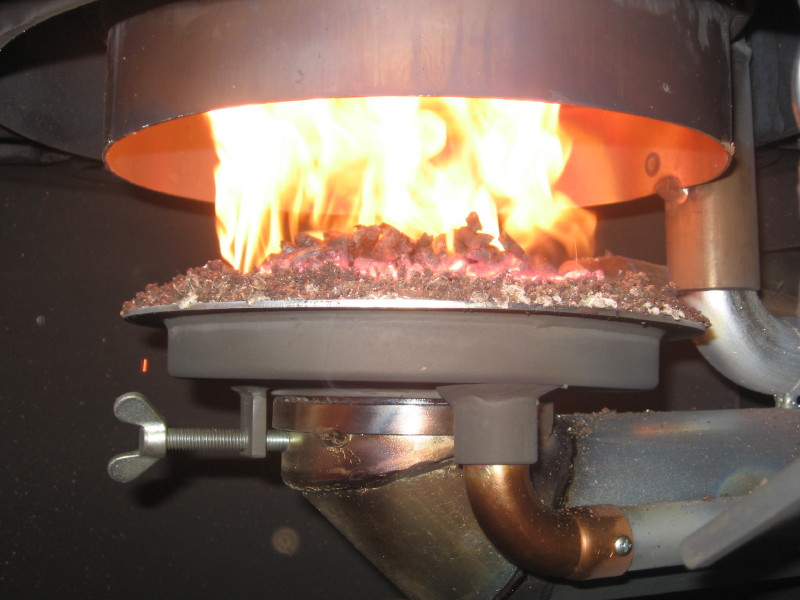
나무 펠릿 히터

나무 펠릿은 대략 톤당 4.7 – 5.2 메가와트만큼의 에너지를 함유한다. (~7450 BTU/lb).
최근 고효율 나무 펠릿 난로, 보일러가 개발되어왔으며, 대개 85% 이상의 연소 효율을 찍는다. 나무 펠릿 보일러의 최신 세대는 condensing mode로 작동할 수 있는데, 그리하여 효율성이 12% 상승하게 된다. 나무 펠릿 보일러는 액체나 기체 형태의 연료를 연소하는 보일러에 비해 연소 비율, 유무를 조절하기 까다롭지만, 이 덕에 수냉난방 체계에 좀 더 어울리는데, 수냉난방 체계가 열 저장에 좀 더 탁월하기 때문이다. 기름 연소 보일러를 개장한 유형의 펠릿 버너 또한 존재한다.

## 대기 오염
펠릿 연소 장비에서 뿜어져나오는 NOx, SOx, 휘발성 유기화합물(en:volatile organic compound) 따위의 오염물질은 일반적으로 다른 연소 가열 방식에 비해 굉장히 낮다. 널리 알려진 문제는 부유입자상물질(en:Atmospheric particulate matter) 문제가 널리 알려져 있는데, 특히 가까운 거리에 펠릿 난방이나 석탄, 석유 난방이 밀집해있는 도시 구역에서 문제가 된다. 이러한 오래된 펠릿 난로, 보일러의 PM2.5 배출은, 특히 천연가스나 재생바이오가스에 비해 좁은 공간에서 문제가 될 수 있지만, 정전식 집진기(en:Electrostatic precipitator), 와류분리기(en:Cyclone seperation), 입자 필터 집진방(en:Baghouse)를 대규모로 설치하여 적절하게 유지보수하고 운용하면 입자물질 문제를 해결할 수 있다.

## 지구 온난화
열이나 전기를 만들어내기 위해 불태우는 나무 펠릿이 지구 온난화에 얼마나 기여하는지는 나무 펠릿의 경쟁재가 끼치는 영향이 어느 정도인지만큼이나 불확실하다.  불확실성의 요인에는 나무 재료, 나무 펠릿 생산, 운송, 연소 과정에서 방출되는 이산화탄소, 이러한 점을 고려할 때 어떤 시간 척도가 적절한지 등이 있다.
마노멧 보존과학센터(en:Manomet Center for Conservation Sciences)의 보고서 "생물량 지속가능성과 탄소 정책 연구(Biomass Sustainability and Carbon Policy Study)"는 2010년 7월에 매사추세츠 에너지자원부(Massachusetts Department of Energy Resources)에서 논란이 되었는데, 나무 펠릿이나 나뭇조각(wood chip) 따위의 생물질이 연소되면서 공기 중에 막대한 CO2를 방출하여 20-25년 동안 사라지지 않으며 이후에도 완전히 사라지지 않는 "탄소 부채"를 만들어낸다는 결론을 내린다. 생물질 에너지 옹호자는 마노멧의 연구의 결과를 반박해왔으며, 과학자들은 보고서의 오류를 지적하면서 기후에 끼치는 영향은 보고서에 나온 것보다 나쁠 것이라고 말한다.
대략 2008년까지는 학술지에서조차 나무 펠릿 등에서의 생물질 에너지는 탄소 중립적이라고 여겨졌는데, 주로 초목이 성장하면서 공기 중에 배출된 탄소를 다시 붙잡아 저장할 것이라고 믿었기 때문이었다. 이후 탄소 중립에 관한 상술한 가정을 논박하는, 생물질과 기후의 연관성에 관한 논문이 나타나기 시작하였다. 생물량 에너지자원센터(Biomass Energy Resource Center)에 따르면, 탄소 중립에 관한 가정은 "생물질과 탄소의 연관성은 연료가 어떻게 수확되는지, 숲의 종류나 적용된 삼림경영방식이 무엇인지에서, 생물질이 어떻게 시간의 흐름에, 지역에 따라 쓰이는지에 좌우된다는 인지로 바뀌어왔다.”
2011년에는 12개의 유명한 미국의 환경 단체들이 나무 펠릿 등의 생물질 에너지에 대한 정부 지원금의 기준을 높이 설정한 정책을 채택했다. 일부를 발췌하자면, "(정부) 지원금을 받을 자격이 있는 생물질 자원과 설비들은 반드시 대체, 경쟁 에너지 자원에 비해 20년 이내와 그 이상의 기간 동안 수명 주기, 축적&전체 온실가스, 해양을 산성화시키는 배출가스가 좀 더 적어야 한다."고 진술한다.

## 지속가능성
목재 제품 업계는 목재 에너지가 대규모로 도입되면, 건축과 생산에 쓰일 생목재의 공급이 크게 줄어들 수 있다고 우려한다.

## 비용
펠릿 난로, 펠릿 기구, 펠릿 바구니 등의 업계에서 알려진 장비들을 살 경우 그 비용이 중요한 고려 사항이 될 것이다.
펠릿의 비용은 건설 주기에 영향을 받을 수 있는데, 건설 과정에서 톱밥과 자투리가 많이 나오므로 건설작업의 진행현황에 따라 공급이 요동치기 때문이다.
2015년 10월 5일에 갱신된 연료 가격에 대한 뉴햄프셔 에너지기획국(Office of Energy and Planning)의 발표에 따르면, 운송된 #2 연료유(#2 fuel oil)의 비용은 그 BTU 등가물(펠릿 1톤 = #2 연료유 118.97갤런)을 사용하여 운송된 나무 연료 펠릿의 비용과 비교할 수 있다. 이는 1톤의 펠릿은 16,500,000 BTU, #2 연료유 1갤런은 138,690 BTU 만큼의 에너지를 생산한다는 가정을 기반으로 한다. 따라서 배송된 #2 연료유가 갤런 당 1.90달러의 비용이 든다면, 배송된 펠릿의 손익평형(en:Break-even)가격은 톤당 238.00 달러다.

## 지역별 사용

### 유럽
| 영국     | 4 540 000 |
| 이탈리아 | 3 300 000 |
| 덴마크   | 2 500 000 |
| 네덜란드 | 2 000 000 |
| 스웨덴   | 1 650 000 |
| 독일     | 1 600 000 |
| 벨기에   | 1 320 000 |
|          |           |

유럽 지역의 사용량은 정부의 규제에 따라 달라진다. 네덜란드, 벨기에, 영국에서는 펠릿이 대규모의 발전소에서 주로 사용된다. 영국의 제일 큰 발전소인 드랙스 발전소(en:Drax power station)는 2012년부터 발전기 몇 개를 펠릿 발전기로 전환하였다; 영국은 드랙스 때문에 2015년까지 미국산 나무 펠릿의 최대 수입국이 되었다. 덴마크와 스웨덴에서는 펠릿은 대규모 발전소, 중규모 지구 난방 체계, 소규모 가정 난방에 사용된다. 독일, 오스트리아, 이탈리아, 프랑스에서는 펠릿은 소규모의 가정용, 산업용 난방에 주로 사용된다.
영국은 7년에서 20년 사이의 기간 동안 비가정용, 가정용 나무 펠릿 보일러를 설치할 경우 지원금을 지급하는 대전략 신재생열 인센티브(en:Renewable Heat Incentive, RHI)를 개시했다. 이런 유형의 전략은 세계 최초이며, 그 목적은 유럽 연합에 맞춰 영국에서 생산되는 신재생에너지의 양을 늘리는 것이다. 스코틀랜드와 북아일랜드는 별개의 비슷한 전략을 가지고 있다. 2015년 봄부터, 모든 생물질 보유자는 RHI 지원금을 수령하기 위해 가정용, 상업용을 막론하고 BSL(Biomass Suppliers List, 생물량 공급자 목록)의 승인을 받은 공급자들에게서 연료를 구매해야 한다.
펠릿은 유럽의 주요 펠릿 생산국인 스웨덴에서도 주로 기름을 불태우는 중앙 난방의 대체 방안으로 흔히 사용된다. 오스트리아는 중앙 펠릿 난방로를 선도적으로 활용하는 국가 중 하나인데, 모든 가정용 난방 기구 신제품의 2⁄3 은 중앙 펠릿 난방로인 것으로 조사되었다. 이탈리아에서는 자동 급여 펠릿 난로 시장이 크게 형성되었다. 이탈리아에서는 펠릿을 주로 소규모 거주용, 혹은 산업용 난방 보일러로 사용한다.
2014년에 독일에서는 나무 펠릿 전체 생산량이 2,2 백만 톤을 기록했다. 이 펠릿들은 주로 지역별 소규모 난방 구역에서 소비된다. 펠릿을 에너지 생산에 사용하는 공연소(co-firing) 발전소는 독일 내에서 흔하지 않다. 나무 펠릿 생산량 중 DINplus 인증을 받은 제품이 제일 많은데, 이는 펠릿의 품질이 최고급이라는 인증이다. 낮은 등급의 펠릿은 규정에 따라 수출된다.

### 뉴질랜드
뉴질랜드에서 나무 펠릿 판매량은 2003년에는 3-5,000톤 정도였다. 나무 펠릿 공장을 신설해 생산량이 크게 늘어났다.

### 미국
어떤 회사들은 유럽에서 만든 보일러를 수입한다. 2009년까지, 800,000명의 미국인들이 난방을 위해 나무 펠릿을 사용했다. 2013년엔 2.33 백만 톤의 나무 펠릿이 미국에서 난방에 쓰인 것으로 평가되었다. 미국에서 유럽으로 수출하는 나무 펠릿의 양은 2006년 1.24 백만 톤에서 2012년 7 백만 톤으로 늘었지만, 숲은 그 이상으로 늘어났다.

## 다른 활용법

### 말 잠자리
나무 펠릿은 약간의 물을 첨가하면 크기가 커지고 톱밥으로 되돌아가는 성질이 있어서 말의 잠자리에 사용하기에 적합하다. 게다가 종래의 잠자리 재질에 비해 보관과 운송이 쉽다. 하지만 호두나무 등 말에 독성을 띌 수 있는 종류는 잠자리로 사용해선 안 된다.
태국에서는 동물의 잠자리를 위해 쌀겨 펠릿이 생산되며, 수분 흡수력이 좋아서 잠자리 용도에 아주 적합하다.

### 흡습제
나무 펠릿은 유정, 가스정을 채정할 때 오염된 물을 흡수하는 데에도 사용된다.

### 요리
나무 펠릿 그릴(en:Pellet grill)은 지지기, 굽기, 훈제 등이 가능한 다재다능함으로 인기를 얻어왔다. 펠릿의 크기는 온도를 정확하게 조절할 수 있는 나뭇불 그릴을 만드는 데 유용하다.

## 참고 문서
- 고체 연료
- 재생열(영어판)
- 펠릿분쇄기(영어판)
- 펠릿 난로(영어판)
- 나무조각(영어판)
- 장작
- 바이오차

## 같이 보기
- 고체연료
- 바이오 숯